# Episkopio
Episkopio (gr. Επισκοπειό) – wieś w Republice Cypryjskiej, w dystrykcie Nikozja. W 2011 roku liczyła 524 mieszkańców.